# سروان
| درجه‌های ارتش ایران | درجه‌های ارتش ایران | درجه‌های ارتش ایران |
| نیروها             | نیروها             | نیروها             |
| زمینی و هوایی      | دریایی             |                    |
| ------------------ | ------------------ | ------------------ |
| ارتشبد             | دریابد             |                    |
| سپهبد              | دریاسالار          |                    |
| سرلشکر             | دریابان            |                    |
| سرتیپ              | دریادار            |                    |
| سرتیپ دوم          | دریادار دوم        |                    |
| سرهنگ              | ناخدا یکم          |                    |
| سرهنگ دوم          | ناخدا دوم          |                    |
| سرگرد              | ناخدا سوم          |                    |
| سروان              | ناوسروان           |                    |
| ستوان ۳، ۲ و ۱     | ناوبان ۳، ۲ و ۱    |                    |
| استوار ۲ و ۱       | ناواستوار ۲ و ۱    | ناواستوار ۲ و ۱    |
| گروهبان ۳، ۲ و ۱   | مهناوی ۳، ۲ و ۱    | مهناوی ۳، ۲ و ۱    |
| سرجوخه             | سرناوی             | سرناوی             |
| سرباز ۲ و ۱        | ناوی ۲ و ۱         | ناوی ۲ و ۱         |
| سرباز              | ناوی               | ناوی               |

سروان درجه‌ای افسری در نیروهای مسلح و نهادهای نظامی، انتظامی و امنیتی است، که جایگاهی پایین‌تر از سرگرد و بالاتر از ستوان دارد.
سروان در نیروهای مسلح معمولاً سمت فرماندهی گروهان را دارد، که یگانی تاکتیکی است، که از دو یا بیشتر دسته تشکیل شده و بخشی از گردان یا یگانی جداگانه است و معمولاً از ۱۰۰ تا ۴۰۰ سرباز تشکیل شده‌است.

## واژه‌شناسی
سروان از «سر» و «-وان» (گونه‌ای دیگر از پسوند -بان به معنای نگهبان») ساخته شده و از لحظ لفظیً به معنای «سردار، سرور» است.

## پیشینه
سروان همچون سمت نظامی نخستین بار در سپاه هخامنشیان (۵۵۰ — ۳۳۰ تا میلاد) پدید آمده و «سده‌بد» (پارسی باستان: -θata-pati*) نامیده می‌شد و فرمانده «سده» (پارسی باستان: -θata*) بوده‌است. هر سده از ۱۰ دهه (پارسی باستان: -daθa*) تشکیل می‌شد و صد سرباز را در بر می‌گرفت.
در سپاه اشکانیان (۲۵۰ تا میلاد — ۲۲۴ میلادی)، که سازمان رده‌بندی دهدهی سپاه هخامنشیان را به کار گرفته بود، سده «وست» (پارتی: wast) نام گرفته و فرمانده آن «وست‌سالار» (پارتی: wast-sālār) خوانده می‌شد.
در سپاه ساسانیان (۲۲۴–۶۵۱ میلادی) نیز همین رده‌بندی به کار می‌رفته، ولی این یگان «وشت» (پارسی میانه: wašt) خوانده می‌شده و ۵۰۰ سرباز را در بر می‌گرفته و فرماندهش «وشت‌سالار» (پارسی میانه: wašt-sālār) نامیده می‌شده‌است که با سروان برابر بود.
در دورهٔ پهلوی اول، این درجه را «سلطان» می‌نامیدند. در فارسی دری افغانستان برای درجهٔ سروان واژهٔ «تورن» و برای سروان بلندپایه‌تر جکتورن به‌کار می‌رود.
| درجه‌های سپاه پاسداران انقلاب اسلامی | درجه‌های سپاه پاسداران انقلاب اسلامی | درجه‌های سپاه پاسداران انقلاب اسلامی |
| نیروها                              | نیروها                              | نیروها                              |
| نیروهای زمینی،هوافضا و قدس          | نیروی دریایی                        |                                     |
| ----------------------------------- | ----------------------------------- | ----------------------------------- |
| ارتشبد پاسدار                       | دریابد پاسدار                       |                                     |
| سپهبد پاسدار                        | دریاسالار پاسدار                    |                                     |
| سرلشکر پاسدار                       | دریابان پاسدار                      |                                     |
| سرتیپ پاسدار                        | دریادار پاسدار                      |                                     |
| سرتیپ دوم پاسدار                    | دریادار دوم پاسدار                  |                                     |
| سرهنگ پاسدار                        | ناوسالار یکم پاسدار                 |                                     |
| سرهنگ دوم پاسدار                    | ناوسالار دوم پاسدار                 |                                     |
| سرگرد پاسدار                        | ناوسالار سوم پاسدار                 |                                     |
| سروان پاسدار                        | ناوسروان پاسدار                     |                                     |
| ستوان یکم پاسدار                    | ناوبان یکم پاسدار                   |                                     |
| ستوان دوم پاسدار                    | ناوبان دوم پاسدار                   |                                     |
| ستوان سوم پاسدار                    | ناوبان سوم پاسدار                   |                                     |
| رزم‌دار یکم پاسدار                   | ناودار یکم پاسدار                   | ناودار یکم پاسدار                   |
| رزم‌دار دوم پاسدار                   | ناودار دوم پاسدار                   | ناودار دوم پاسدار                   |
| رزم‌آور یکم پاسدار                   | ناویار یکم پاسدار                   | ناویار یکم پاسدار                   |
| رزم‌آور دوم پاسدار                   | ناویار دوم پاسدار                   | ناویار دوم پاسدار                   |
| رزم‌آور سوم پاسدار                   | ناویار سوم پاسدار                   | ناویار سوم پاسدار                   |
| رزم‌یار                              | سرناوی                              | سرناوی                              |
| سرباز                               | ناوی                                | ناوی                                |

## نام و نشان درجهٔ سروانی در نیروهای مسلح برخی از کشورهای جهان

Argentine Army (Capitán)
Australian Army
Bangladesh Army
Belgian Land Component
Armed Forces of Bosnia and Herzegovina
Brazilian Army (Capitão)
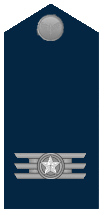
Brazilian Air Force (Capitão)
Brazilian Military Police (Capitão)
British Army/Royal Marines
Canadian Army
Colombian Army
Chinese army
Kapitán Czech Republic Army
Egyptian Army
Egyptian Air Force
Egyptian Navy
Kapteeni Finnish Defence Force
Capitaine French Army
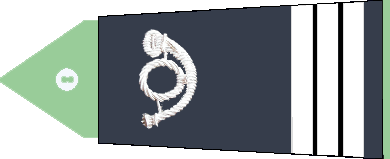
Capitaine des Eaux et Forêts French Forests Office
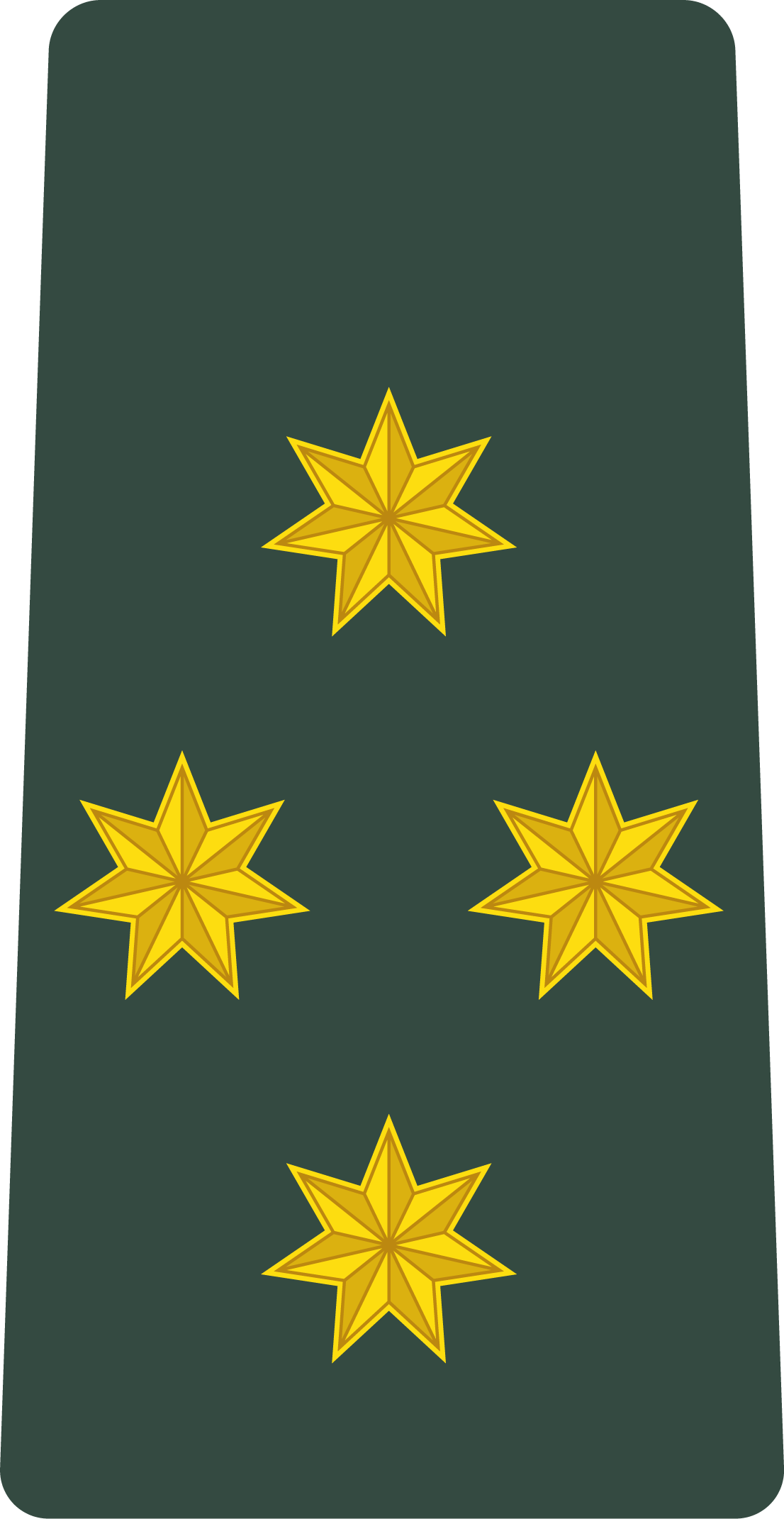
კაპიტანი (K’ap’it’ani) Georgian Army
Hauptmann German Army
Lochagos Hellenic Army
Százados Hungarian Defence Force
Indian Army
Kapten Indonesian Army
Kapten Indonesian Navy and Indonesian Marine Corps
Kapten Indonesian Air Force
Captaen Irish Army
Seren Israel Defense Forces
Seren Israel Air Force
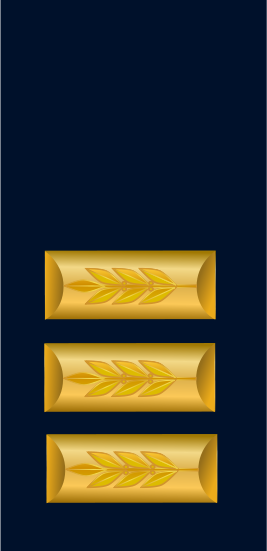
Seren Israeli Navy
Capitano Italian Army
Kapitonas Lithuanian Land Force
Капетан (Kapetan) Macedonian Army
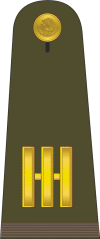
Capitán Mexican Army
대위 (Daewi) North Korean army
Kapitein Royal Netherlands Army
Kaptan Pakistan Army
Capitán (Spanish) Kapitán (Filipino) Philippine Army
Capitán (Spanish) Kapitán (Filipino) Philippine Air Force
Kapitan Polish Army
Căpitan Romanian Armed Forces
капита́н (kapitán) Russian Army
Kaptein South African Army
대위 (Daewi) South Korean marine force
대위 (Daewi) South Korean air force
대위 (Daewi) South Korean marine force
Sri Lanka Army
Kapten Swedish Air Force
Kapten Swedish Army
Captain Republic of Singapore Armed Forces
Hauptmann Swiss Armed Forces
上尉 (Shàngwèi) Taiwanese army
上尉 (Shàngwèi) Taiwanese air force
上尉 (Shàngwèi) Taiwanese Marine
Roi Ek (ร้อยเอก) Royal Thai Army
Yüzbaşı Turkish Armed Forces
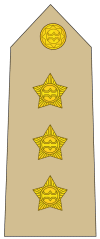
Bo Gyi Myanmar Army
U.S. Air Force
U.S. Army (dress)
U.S. Marine Corps[۸] (dress, garrison)
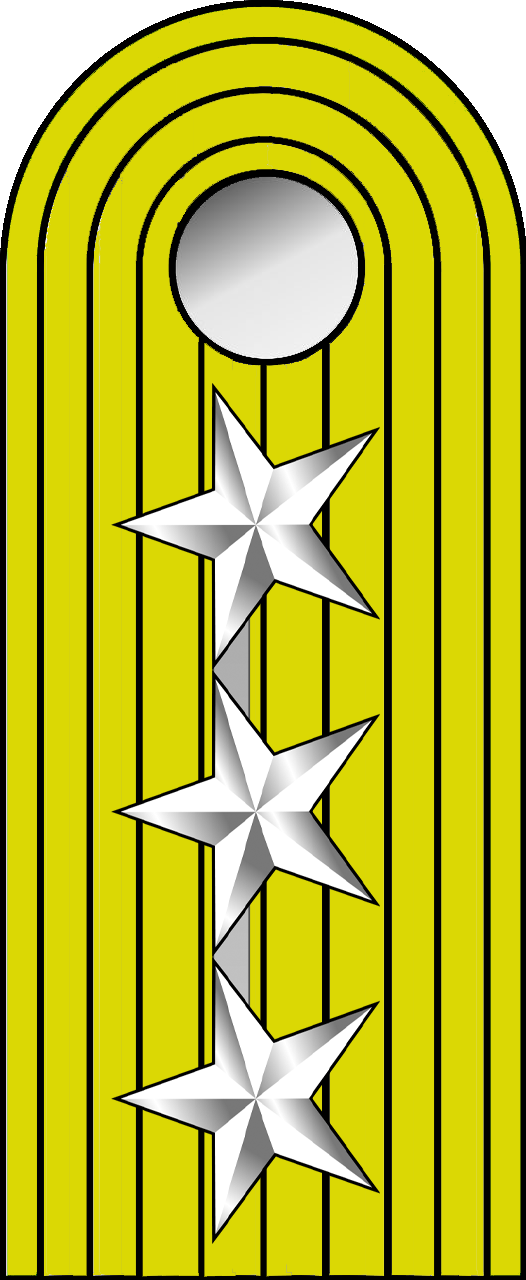
Venezuelan Army